# Punt (voorwerp)

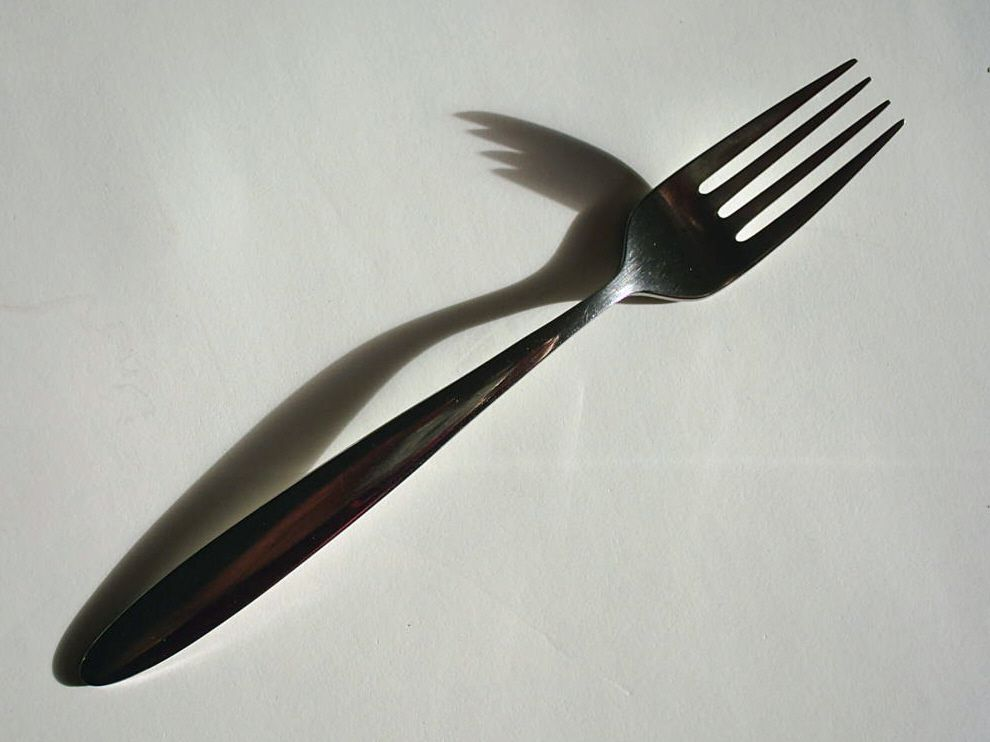
Een vork bestaat uit vier punten met een handvat eraan

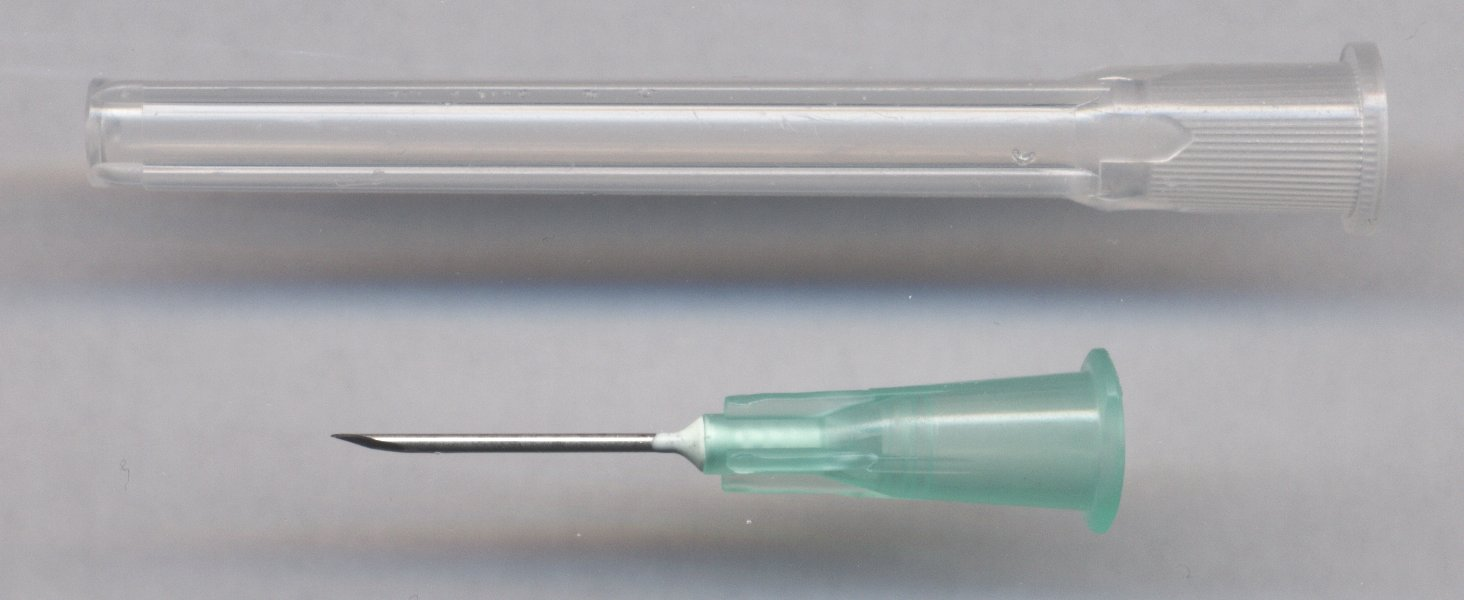
Een injectienaald heeft een scherpe punt om makkelijk in de huid te dringen, en een beschermkap om te voorkomen dat dit per ongeluk gebeurt.

Een punt (ook: tip) is een meestal scherpe, prikkende spits of een spits toelopende hoek aan het einde van een voorwerp. 
Bij sommige voorwerpen is het van belang dat ze een punt hebben, zoals een spijker, vork, riek of injectienaald die eigenlijk uit louter meer dan een punt bestaan. Hier wordt een beroep gedaan op het penetrerend vermogen van de punt: door een punt in een voorwerp te steken gedraagt dit zich als een wig waardoor een voorwerp plaatselijk splijt en een gaatje wordt gevormd. 
Bij andere voorwerpen kan een punt of hoek lastig of vervelend zijn. Bij bijvoorbeeld een keukenkastje kan men zich stoten aan de scherpe hoek van dit voorwerp, soms wordt daartegen een rond balletje op de hoek geplakt, zodat de kracht bij een stoot over een groter oppervlakte verdeeld wordt, waardoor er minder pijn gevoeld wordt. 